# Pendulum
Pendulum je avstralska drum and bass skupina, ustonavljena leta 2002 v Perthu. Ustanovitelji so Rob Swire, Gareth McGrillen in Paul Harding. Rob in Gareth hkrati delujeta tudi kot electro house duo Knife Party. Skupina je znana po mešanju hard rocka z elektronsko glasbo. Swire in McGrillen sta bila člana metal skupine Xygen. Navdih za vstop v zvrst drum and bass jima je dala Konflictova pesem "Messiah". Pendulum sta ustanovila s Paulom Hardingom, ki je bil DJ veteran v drum and bass sceni. Leta 2003 je skupina z delom nadaljevala v Združenem kraljestvu. Medtem ko album Hold Your Colour izrazito pripada drum and bass-u, Pendulum v ostalih pesmih eksperimentira z vpeljavo drugih zvrsti v svoje delo, kot je slišno v albumih In Silico in Immersion. Avgusta 2013 je Swire naznanil, da nov album utegne biti izdan "enkrat naslednje leto" (2014), čeprav sta Swire in McGrillen kasneje na svojem Reddit AMA priznala, da ju delo s skupino Pendulum ne zanima več.
Ne glede na to je Pendulum 16. decembra 2015 potrdil, da se ponovno združujejo za nastop na Ultra Music Festival-u v Miamiju, s čim so zaznamovali ponovni uradni prihod na sceno.

## Kontroverzija
Pendulumova stara založba Breakbeat Kaos je leta 2006 izdala dve leti star Pendulumov DJ miks brez njihovega dovoljenja, čemur je sledilo objava, da je album odpovedan. Ta spor je do sedaj bil rešen; DJ Fresh je vključen na seznamu sodelujočih pri brošuri za album Immersion. Skupina sedaj ponovno sodeluje z založbo Breakbeat Kaos zaradi vinilne izdaje singlov "Witchcraft" in "The Island".
Elektronski glasbenik Goldie je kritizirial Pendulumov single "Granite" za kar se po njegovem mnenju imenuje "shit single", in obtožil skupino za nepoznavanje drum and bass scene, s katere so prišli. Odgovor skupine na to obsodbo je v intervjuju z The Times Swire citiral "Goldie making concept albums about space and his mum" (prevod: "Goldie izdeluje konceptne albume o vesolju in svoji mami") (po besedah novinarja The Times) kot enega od razlogov, zakaj na začetku ni bil tako prefinjen v zvrsti; trdi, da se je bolj nagibal k breakbeatu, straight up house-u in hardcore-u, preden ga je Gareth McGrillen vpeljal v bolj elektronska območja zvrsti. Ta spor je prav tako rešen glede na Gareth McGrillenovo izjavo v intervjuju za The Age.

## Člani
Postavitev v živo (aktivni)
- Rob Swire – vokal, sintetizator, kitara, bas kitara, produkcija (2002–)
- Gareth McGrillen – bas kitara, spremljevalni vokal, produkcija (2002–)
- Ben Mount – MC (2006–)
- Peredur ap Gwynedd – kitare (2006–)
- KJ Sawka – bobni (2009–)

DJ Set (aktivni)
- Ben Mount – MC (2008–)
- Paul "El Hornet" Harding – DJ (2002–)

Bivši člani
- Paul Kodish – bobni (2006–2009)
- Matt White – kitara (2006–2008)
- MC Jakes – MC (2006–2008)

## Diskografija
Studijski albumi
- Hold Your Colour (2005)
- In Silico (2008)
- Immersion (2010)